# منذر بن منذر

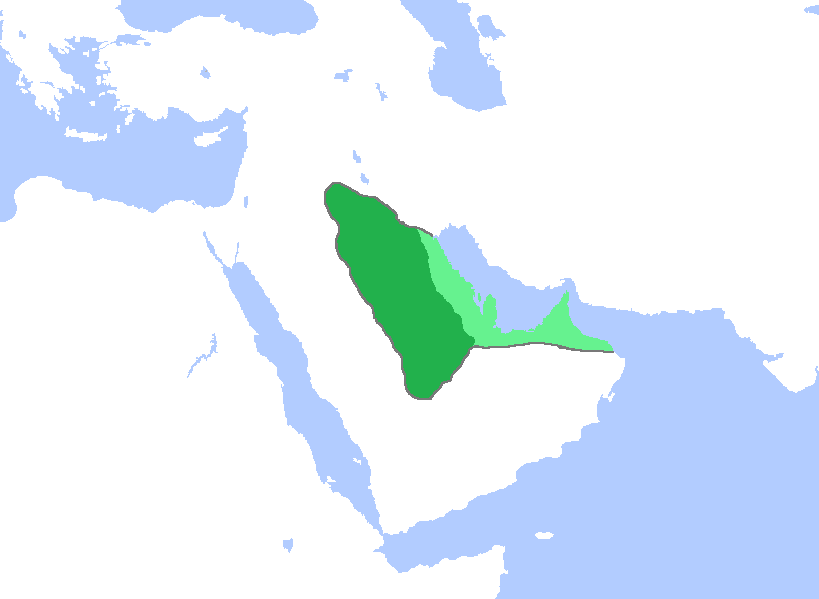
قلمرو لاخمیان

منذر بن منذر (منذر پنجم) وی چهار سال از سال ۵۷۸ میلادی تا سال ۵۸۲ میلادی، پادشاه لخمیان بود. منذر پنجم ده پسر داشت که از بین آن‌ها، نعمان سوم به شاهی رسید. فرمانروایی خاندان منذر با مرگ نعمان سوم به دست خسرو به پایان رسید.
منذر از همه ملوک حیره نامدارتر و پرکارتر بود. وی در روزگار سلطنت قباد و نوشیروان می‌زیست و در روزگار او بود که زنگیان بر یمن استیلا یافتند. هم در این اوان بود که ماجرای ظهور مزدک روی داد و پریشانی و نابسامانی تمام در کارها افتاد. قباد، چنان که در تاریخ‌ها است به آیین مزدک گروید،اما منذر نیز مانند آن دسته از امرا و سرداران ایران که با قباد و مزدک مخالفت کردند، آیین مزدک را نپذیرفت. در این هنگام امرای کنده که با بنی‌لخم از دیرباز رقابتی داشتند، فرصت نگهداشتند و چون دیدند شاهنشاه به سبب مخالفتی که منذر در کار مزدک با او کرده است از او رنجیده است به قباد نزدیک شدند. قباد نیز حارث کندی را به امارت حیره برگماشت و او منذر را از آنجا راند. اما وقتی نوشیروان به سلطنت رسید و درصدد برامد، خلل‌هایی را که به سبب فتنه مزدک رخ داده بود جبران کند دیگر بار منذر را به امارت حیره بازگرداند.